# .45 GAP
Le .45 Glock Automatic Pistol fut créé par Glock et CCI-Speer en 2003 pour le Glock 37. Le but est d'avoir les performances du .45 ACP dans des armes de poing moins encombrantes en prenant la longueur de l'étui du 9 × 19 mm Parabellum.

## Dimensions
- Diamètre de la balle : 11,43 mm
- Longueur de l'étui : 19 mm

## Comparaisons balistiques du 45 GAP
Ce tableau présente les caractéristiques balistiques des munitions d'armes de poing les plus connues. La performance utile typique se base sur les caractéristiques des munitions standard du marché les plus fréquemment rencontrées, ceci à titre de comparaison.
La performance d'une munition, c'est-à-dire son impact sur la cible s'exprime en joules selon la formule E = 1/2 M.V2 où M est la masse et V la vitesse de la balle
Le recul ressenti dans l'arme, se mesure lui par la quantité de mouvement exprimée en kg m/s selon la formule Q = M.V
Ainsi une munition de calibre .45 ACP a une performance comparable à une munition de 9 mm Luger (environ 510 J), mais provoque un recul supérieur (3,87 kg m/s contre 2,89 kg m/s
|                                        | Données balistiques (munitions du marché) | Données balistiques (munitions du marché) | Données balistiques (munitions du marché) | Données balistiques (munitions du marché) | Données balistiques (munitions du marché) | Données balistiques (munitions du marché) | Données balistiques (munitions du marché) | Données balistiques (munitions du marché) | Données balistiques (munitions du marché) | Données balistiques (munitions du marché) | performance utile typique* | performance utile typique* | performance utile typique* | performance utile typique* |
| Caractéristique                        | Diamètre balle                            | Diamètre balle                            | longueur cartouche                        | longueur douille                          | poids balle                               | poids balle                               | vitesse min                               | vitesse max                               | Energie min                               | Energie max                               | Poids                      | Vitesse                    | Energie                    | Recul                      |
| -------------------------------------- | ----------------------------------------- | ----------------------------------------- | ----------------------------------------- | ----------------------------------------- | ----------------------------------------- | ----------------------------------------- | ----------------------------------------- | ----------------------------------------- | ----------------------------------------- | ----------------------------------------- | -------------------------- | -------------------------- | -------------------------- | -------------------------- |
| unité                                  | mm                                        | pouce                                     | mm                                        | mm                                        | g                                         | Grain                                     | m/s                                       | m/s                                       | J                                         | J                                         | grain                      | m/s                        | J                          | kg m/s                     |
| Munitions de pistolet semi-automatique |                                           |                                           |                                           |                                           |                                           |                                           |                                           |                                           |                                           |                                           |                            |                            |                            |                            |
| .22 LR                                 | 5,56                                      | .223                                      | 25,40                                     | 15,60                                     | 1,9 - 2,6                                 | 30 - 40                                   | 370                                       | 500                                       | 180                                       | 260                                       | 32                         | 440                        | 200                        | 0,91                       |
| 7,65 mm Browning                       | 7,94                                      | .313                                      | 25                                        | 17,30                                     | 4-5                                       | 62-77                                     | 280                                       | 335                                       | 170                                       | 240                                       | 73                         | 318                        | 239                        | 1,50                       |
| 9 mm court                             | 9,01                                      | .355                                      | 25                                        | 17,30                                     | 6                                         | 90                                        | 290                                       | 350                                       | 280                                       | 360                                       | 90                         | 300                        | 260                        | 1,72                       |
| 9 mm Luger                             | 9,01                                      | .355                                      | 29,70                                     | 19,15                                     | 8-12                                      | 124-180                                   | 330                                       | 400                                       | 480                                       | 550                                       | 124                        | 360                        | 520                        | 2,89                       |
| 9 mm Imi                               | 9,01                                      | .355                                      | 29,70                                     | 21,15                                     | 8-12                                      | 124-180                                   | 330                                       | 400                                       | 480                                       | 550                                       | 124                        | 360                        | 520                        | 2,89                       |
| .38 super auto                         | 9,04                                      | .356                                      | 32,51                                     | 22,86                                     | 8-10                                      | 124-154                                   | 370                                       | 430                                       | 570                                       | 740                                       | 130                        | 370                        | 580                        | 3,12                       |
| .357 SIG                               | 9,06                                      | .357                                      | 28,96                                     | 21,97                                     | 6,5-8                                     | 100-124                                   | 410                                       | 490                                       | 690                                       | 820                                       | 125                        | 413                        | 692                        | 3,34                       |
| .40 S&W                                | 10,17                                     | .400                                      | 28,80                                     | 21,60                                     | 8,7-13                                    | 135 - 200                                 | 300                                       | 340                                       | 500                                       | 700                                       | 180                        | 295                        | 510                        | 3,44                       |
| 10 mm Auto                             | 10,17                                     | .400                                      | 32,00                                     | 25,20                                     | 9-15                                      | 140 - 230                                 | 350                                       | 490                                       | 680                                       | 960                                       | 180                        | 380                        | 996                        | 4,82                       |
| .45 ACP                                | 11,43                                     | .450                                      | 32,40                                     | 22,80                                     | 11-15                                     | 170 - 230                                 | 255                                       | 340                                       | 480                                       | 670                                       | 230                        | 260                        | 510                        | 3,87                       |
| .45 GAP                                | 11,43                                     | .450                                      | 27,20                                     | 19,20                                     | 11-15                                     | 170 - 230                                 | 255                                       | 340                                       | 480                                       | 670                                       | 200                        | 310                        | 624                        | 4,03                       |
| .454 Casull                            | 11,48                                     | .452                                      | 45,00                                     | 35,10                                     | 16 - 26                                   | 240 - 400                                 | 430                                       | 580                                       | 2300                                      | 2600                                      | 300                        | 500                        | 2460                       | 9,72                       |
| .50 AE                                 | 12,70                                     | .500                                      | 40,90                                     | 32,60                                     | 19 - 21                                   | 300 - 325                                 | 440                                       | 470                                       | 1900                                      | 2200                                      | 300                        | 470                        | 2150                       | 9,13                       |
| Munitions de revolver                  |                                           |                                           |                                           |                                           |                                           |                                           |                                           |                                           |                                           |                                           |                            |                            |                            |                            |
| .22 LR                                 | 5,56                                      | .223                                      | 25,40                                     | 15,60                                     | 1,9 - 2,6                                 | 30 - 40                                   | 370                                       | 500                                       | 180                                       | 260                                       | 32                         | 440                        | 200                        | 0,91                       |
| .22 Magnum                             | 5,56                                      | .223                                      | 34,30                                     | 26,80                                     | 1,9 - 3,2                                 | 30 - 50                                   | 470                                       | 700                                       | 410                                       | 440                                       | 40                         | 572                        | 430                        | 1,48                       |
| .38 Special                            | 9,06                                      | .357                                      | 39,00                                     | 29,30                                     | 8-10                                      | 124-154                                   | 270                                       | 350                                       | 300                                       | 450                                       | 158                        | 295                        | 435                        | 3,02                       |
| .357 Magnum                            | 9,06                                      | .357                                      | 40,00                                     | 33,00                                     | 8-12                                      | 124-180                                   | 380                                       | 520                                       | 780                                       | 1090                                      | 158                        | 395                        | 796                        | 4,04                       |
| .41 Magnum                             | 10,40                                     | .410                                      | 40,40                                     | 32,80                                     | 11 - 17                                   | 170 - 260                                 | 380                                       | 480                                       | 900                                       | 1800                                      | 210                        | 375                        | 956                        | 5,10                       |
| .44 Magnum                             | 10,90                                     | .429                                      | 41,00                                     | 32,60                                     | 16 - 22                                   | 240 - 340                                 | 350                                       | 450                                       | 1000                                      | 1800                                      | 240                        | 360                        | 1010                       | 5,59                       |
| .460 S&W Magnum                        | 11,48                                     | .452                                      | 58,40                                     | 46,00                                     | 13 - 26                                   | 200 - 400                                 | 465                                       | 700                                       | 2700                                      | 3800                                      | 260                        | 630                        | 3340                       | 10,64                      |